# Propstei Rhein-Main
Die Propstei Rhein-Main ist eine der fünf Propsteien (Regionalgliederungen) der Evangelischen Kirche in Hessen und Nassau. Ihr Gebiet umfasst einen Großteil des Rhein-Main-Gebiets, nämlich die Städte Frankfurt am Main (ohne das zur Evangelischen Kirche von Kurhessen-Waldeck gehörige Bergen-Enkheim), Wiesbaden und Offenbach am Main, den Hochtaunuskreis, den Main-Taunus-Kreis und den Rheingau-Taunus-Kreis sowie die Stadt Bad Camberg im Landkreis Limburg-Weilburg. Sitz der Propstei ist Wiesbaden, der derzeitige Propst (seit 2017) ist Pfarrer Oliver Albrecht. Die Propstei hat knapp 400.000 Kirchenmitglieder, für die rund 450 Pfarrer und Pfarrerinnen zuständig sind.

## Geschichte
Die Propstei besteht in ihrer jetzigen Zusammensetzung seit 2017 und setzt sich aus Gebieten mit ganz unterschiedlicher historischer Prägung zusammen.
Bei der Neugliederung der 1934 durch Fusion von drei Kirchen entstandenen Evangelischen Landeskirche Nassau-Hessen wurden vier Propsteien eingerichtet. Das Gebiet der bis dahin selbständigen  Evangelischen Landeskirche Frankfurt am Main bildete die Propstei Frankfurt, in die auch einige Gemeinden aus den Nachbarkirchen integriert wurden: die Gemeinden der inzwischen nach Frankfurt eingemeindeten Stadt Höchst am Main sowie der Gemeinde Heddernheim aus der  Evangelischen Landeskirche in Nassau, und Rödelheim und das außerhalb der Stadt liegende Bad Vilbel mit Massenheim und Dortelweil aus der Evangelischen Landeskirche in Hessen. In der Propstei wurden zwei Dekanate, Ost und West, gebildet. Erster Propst wurde Pfarrer Alfred Trommershausen (1879–1942), ein Mitglied der NSDAP und ihrer Kirchenpartei, den Deutschen Christen. Mehrere Pfarrer, darunter August Wilhelm Fresenius, Karl Veidt, Otto Fricke und Karl Goebels, unterstützten aber die oppositionelle Bekennende Kirche.
Nach dem Ende der NS-Herrschaft verselbständigten die drei Landeskirchen sich zunächst wieder, um dann bis 1947 aber einen neuen Vereinigungsvertrag zu schließen. In Frankfurt wurde 1945 eine neue Kirchenleitung gebildet, in der Fricke als Stadtpfarrer und Goebels die führenden Positionen innehatten. Nach der Wiedererrichtung der Propsteibezirke wurde Goebels 1950 Propst. Die Propstei wurde in vier Dekanate aufgeteilt: Bockenheim, Bornheim, Dornbusch und Sachsenhausen. Die Gemeinden der ehemaligen Stadt Höchst kehrten vorübergehend in die Propstei Süd-Nassau zurück, wurden aber 1953 wieder als Dekanat Höchst in die Propstei Frankfurt aufgenommen. 1967 wurden die Dekanate neu aufgeteilt; zu den bisherigen fünf kamen Innenstadt und Nordwest hinzu. 1998 wurde die Zahl wieder auf vier reduziert: Höchst, Mitte-Ost, Nord und Süd.
Im Jahr 2000 wurde die Propstei Frankfurt mit der Propstei Nord-Starkenburg zur neuen Propstei Rhein-Main vereinigt. Fünf Dekanate (Dreieich, Groß-Gerau, Offenbach, Rodgau und Rüsselsheim) kamen damit zu den vier Frankfurter Dekanaten hinzu; Pröpstin blieb die bisherige Frankfurter Pröpstin Helga Trösken. 2014 schlossen die vier Frankfurter Dekanate sich zum Evangelischen Stadtdekanat Frankfurt am Main zusammen.
Zum 1. Oktober 2017 kam es zu einer noch größeren Strukturänderung: Auch die Propstei Süd-Nassau wurde aufgelöst und ihr größerer Teil mit den Dekanaten Hochtaunus, Kronberg, Rheingau-Taunus und Wiesbaden in die Propstei Rhein-Main integriert. Da die Frankfurter Pröpstin Gabriele Scherle sich in den Ruhestand verabschiedete, wurde der bisherige Süd-Nassauer Propst Oliver Albrecht Propst für Rhein-Main. Zugleich kehrten die erst im Jahr 2000 hinzugekommenen Dekanate Groß-Gerau und Rüsselsheim (inzwischen vereinigt), Dreieich und Rodgau zur Propstei Starkenburg zurück; nur das Dekanat Offenbach blieb bei Rhein-Main und vereinigte sich 2019 mit dem Stadtdekanat Frankfurt am Main.

## Dekanate
Derzeit (Stand Januar 2022) umfasst die Propstei fünf Dekanate mit ca. 240 Gemeinden:
- Dekanat Hochtaunus, Sitz Bad Homburg. 31 Gemeinden, 52.000 Mitglieder.[5] Entstanden 2006 durch Fusion der Dekanate Bad Homburg und Usingen.
- Dekanat Kronberg, Sitz Bad Soden am Taunus. 30 Gemeinden, 54.000 Mitglieder.[6]
- Dekanat Rheingau-Taunus, Sitz Taunusstein. 50 Gemeinden, 50.000 Mitglieder.[7] Entstanden 2016 durch Fusion der Dekanate Bad Schwalbach und Idstein.
- Stadtdekanat Frankfurt und Offenbach, Frankfurt am Main. 62 Gemeinden, 128.000 Mitglieder.[8] Entstanden 2019 durch Fusion des Stadtdekanats Frankfurt am Main mit dem Dekanat Offenbach.
- Dekanat Wiesbaden, Sitz Wiesbaden. 44 Gemeinden, 73.000 Mitglieder.[9]

## Pröpste

### Propstei Frankfurt
- 1934–1943: Alfred Trommershausen
- 1943–1945: Erich Meyer (kommissarisch)
- 1950–1969: Karl Goebels
- 1970–1988: Dieter Trautwein
- 1988–2000: Helga Trösken

### Propstei Süd-Nassau
- 1950–1969: Ernst zur Nieden
- 1969–?: Gerhard Hagel
- 1981–1991: Heinz Bergner
- 1991–2002:  Friedrich Weber
- 2002–2014: Sigurd Rink
- 2014–2017: Oliver Albrecht

### Propstei Rhein-Main
- 2000–2006: Helga Trösken
- 2006–2017: Gabriele Scherle
- ab 2017: Oliver Albrecht